# 송재윤
송재윤(1981년 10월 19일 ~ )는 대한민국 걸 그룹 제이하트의 멤버이자 배우이다. 1999년 MBC 문화방송 공채 28기 탤런트로 정식 데뷔하였다.

## 학력
- 서울학동초등학교 졸업
- 언북중학교 졸업
- 선화예술고등학교 현대무용과 졸업
- 동덕여자대학교 방송연예과 졸업

## 앨범
- 1집 제이하트(J`Heart) Second... but like a First

## 출연작

### TV 드라마
- 1999년 《사랑밖엔 난 몰라》 (MBC)
- 1999년 《날마다 행복해》 (MBC)
- 2000년 《눈으로 말해요》 (MBC)
- 2000년 《사랑은 아무나 하나》 (MBC)
- 2000년 《이브의 모든 것》 (MBC)
- 2001년 《맛있는 청혼》 (MBC)
- 2001년 《홍국영》 (MBC)
- 2001년 《결혼의 법칙》 (MBC)
- 2001년 《선희 진희》 (MBC)
- 2001년 LG화학 기업광고
- 해태제과 홈런볼 광고
- 휠라 FILA KOREA 광고 모델
- 삼성항공 케녹스 CAMERA 광고 모델
- MBC TV 라이벌
- SBS TV 연애편지
- SBS TV 솔로몬의 선택
- KBS 2TV 스타골든벨
- 김현성 뮤직비디오 HAEVEN

### 영화
- 1999년 《얼굴》